# Chernetidae
Famille
Les Chernetidae sont une famille de pseudoscorpions. 
Elle comporte plus de 700 espèces dans 119 genres actuels.

## Distribution
Les espèces de cette famille se rencontrent en Amérique, en Océanie, en Asie, en Afrique et en Europe.

## Liste des genres
Selon Pseudoscorpions of the World (version 3.0) :
- Chernetinae Menge, 1855
  - Chernetini Menge, 1855
    - Acanthicochernes Beier, 1964
    - Acuminochernes Hoff, 1949
    - Adelphochernes Beier, 1937
    - Americhernes Muchmore, 1976
    - Anaperochernes Beier, 1964
    - Antillochernes Muchmore, 1984
    - Apatochernes Beier, 1948
    - Asterochernes Beier, 1955
    - Atherochernes Beier, 1954
    - Austrochernes Beier, 1932
    - Barbaraella Harvey, 1995
    - Bituberochernes Muchmore, 1974
    - Byrsochernes Beier, 1959
    - Cacoxylus Beier, 1965
    - Caffrowithius Beier, 1932
    - Calidiochernes Beier, 1954
    - Caribochernes Beier, 1976
    - Ceratochernes Mahnert, 1994
    - Ceriochernes Beier, 1937
    - Chelanops Gervais, 1849
    - Chelodamus R. Chamberlin, 1925
    - Chernes Menge, 1855
    - Chiridiochernes Muchmore, 1972
    - Chrysochernes Hoff, 1956
    - Cocinachernes Hentschel & Muchmore, 1989
    - Coprochernes Beier, 1976
    - Cordylochernes Beier, 1932
    - Corosoma Karsch, 1879
    - Corticochernes Tooren, 2008
    - Cyclochernes Beier, 1970
    - Dasychernes Chamberlin, 1929
    - Dendrochernes Beier, 1932
    - Dinocheirus Chamberlin, 1929
    - Dinochernes Beier, 1933
    - Diplothrixochernes Beier, 1962
    - Epactiochernes Muchmore, 1974
    - Epichernes Muchmore, 1982
    - Eumecochernes Beier, 1932
    - Gelachernes Beier, 1940
    - Gigantochernes Beier, 1932
    - Gomphochernes Beier, 1932
    - Haplochernes Beier, 1932
    - Hebridochernes Beier, 1940
    - Hesperochernes Chamberlin, 1924
    - Heterochernes Beier, 1966
    - Hexachernes Beier, 1953
    - Illinichernes Hoff, 1949
    - Incachernes Beier, 1933
    - Indochernes Murthy & Ananthakrishnan, 1977
    - Interchernes Muchmore, 1980
    - Lustrochernes Beier, 1932
    - Macrochernes Hoff, 1946
    - Maorichernes Beier, 1932
    - Maxchernes Feio, 1960
    - Meiochernes Beier, 1957
    - Mesochernes Beier, 1932
    - Metagoniochernes Vachon, 1939
    - Mexachernes Hoff, 1947
    - Mirochernes Beier, 1930
    - Mucrochernes Muchmore, 1973
    - Neoallochernes Hoff, 1947
    - Neochelanops Beier, 1964
    - Neochernes Beier, 1932
    - Nesidiochernes Beier, 1957
    - Nesiotochernes Beier, 1976
    - Nesochernes Beier, 1932
    - Ochrochernes Beier, 1932
    - Odontochernes Beier, 1932
    - Opsochernes Beier, 1966
    - Orochernes Beier, 1968
    - Pachychernes Beier, 1932
    - Paracanthicochernes Beier, 1966
    - Parachernes Chamberlin, 1931
    - Parapilanus Beier, 1973
    - Paraustrochernes Beier, 1966
    - Parazaona Beier, 1932
    - Petterchernes Heurtault, 1986
    - Phaulochernes Beier, 1976
    - Phymatochernes Mahnert, 1979
    - Pilanus Beier, 1930
    - Pseudopilanus Beier, 1957
    - Reischekia Beier, 1948
    - Rhinochernes Beier, 1955
    - Rhopalochernes Beier, 1932
    - Satrapanus Harvey & Volschenk, 2007
    - Semeiochernes Beier, 1932
    - Smeringochernes Beier, 1957
    - Spelaeochernes Mahnert, 2001
    - Sphenochernes Turk, 1953
    - Sundochernes Beier, 1932
    - Sundowithius Beier, 1932
    - Systellochernes Beier, 1964
    - Teratochernes Beier, 1957
    - Thalassochernes Beier, 1940
    - Thapsinochernes Beier, 1957
    - Tuberochernes Muchmore, 1997
    - Tychochernes Hoff, 1956
    - Verrucachernes Chamberlin, 1947
    - Wyochernes Hoff, 1949
    - Zaona Chamberlin, 1925
    - † Oligochernes Beier, 1937

  - Myrmochernetini Chamberlin, 1931
    - Marachernes Harvey, 1992
    - Myrmochernes Tullgren, 1907
    - Xenochernes Feio, 1945

  - tribu indéterminée
    - Attaleachernes Mahnert, 2009
    - Selachochernes Mahnert, 2011
- Goniochernetinae Beier, 1932
  - Calymmachernes Beier, 1954
  - Conicochernes Beier, 1948
  - Goniochernes Beier, 1932
- Lamprochernetinae Beier, 1932
  - Allochernes Beier, 1932
  - Anthrenochernes Lohmander, 1939
  - Bipeltochernes Dashdamirov, 2005
  - Lamprochernes Tömösváry, 1882
  - Lasiochernes Beier, 1932
  - Megachernes Beier, 1932
  - Nudochernes Beier, 1935
  - Pselaphochernes Beier, 1932

et décrits depuis :
- Austinochernes Harvey, 2021
- Balgachernes Harvey, 2018
- Tenebriochernes Bedoya-Roqueme & Torres, 2019
- Sinochernes Gao & Zhang 2012

Le genre Mayachernes a été placé en synonymie avec Byrsochernes par Judson en 2016.
Le genre Troglochernes a été placé en synonymie avec Austrochernes par Harvey en 2018.

## Systématique et taxinomie
Cette famille a été décrite par Menge en 1855.

## Publication originale
- Menge, 1855 : « Über die Scheerenspinnen, Chernetidae. » Neueste Schriften der Naturforschenden Gesellschaft, vol. 5, no 2, p. 1-43.